# Thomas Motor Company
Thomas (Томас) — з 1900 року американський виробник велосипедів, мотоциклів та автомобілів. Штаб-квартира розташована в місті Баффало, штат Нью-Йорк. У 1911 році компанію купує Юджин Меєр, а в 1913 році — фірма Empire Smelting & Refining Company. У 1919 році компанія припинила виробництво автомобілів.

## Ервін Росс Томас. Заснування компанії

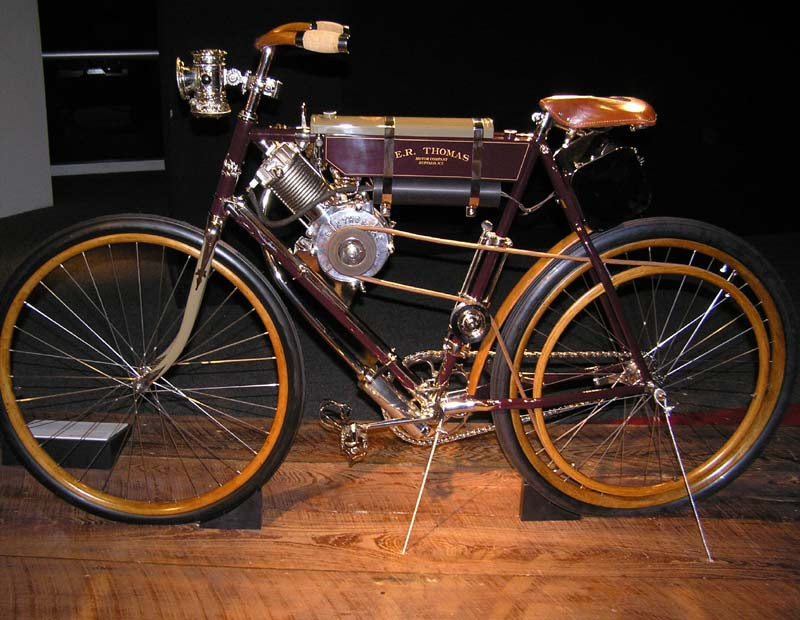
E.R. Thomas Auto-Bi

Ервін Росс Томас народився в 1850 році, він закінчив коледж в Піттсбурзі і почав займатися бізнесом у сфері корисних копалин, купував і продавав їх. У середині 80-х років він одружився з Флорою Лозьєр, дочкою велосипедного «короля Америки», який виробляв велосипеди марки «Cleveland», як придане Томас отримав частину бізнесу свого тестя. Але Томас переїжджає в Баффало 1899 року, де засновує моторобудівну фірму The E. R. Thomas Motor Company, незабаром його компанія стане найбільшим виробником одноциліндрових ДВЗ повітряного охолодження на території США. У вересні 1901 року фірма починає виготовляти мотоцикли, автором яких був Клеренс Беккер. Беккер придумав встановити 442-кубовий мотор на раму велосипеда, від мотора крутний момент передавався до заднього колеса за допомогою ременя, назвали цей транспорт Auto-Bi (Auto-Bike). У підсумку нове дітище Томаса Buffalo Automobile and Auto-Bi Company стає першим американським масовим виробником мотоциклів.

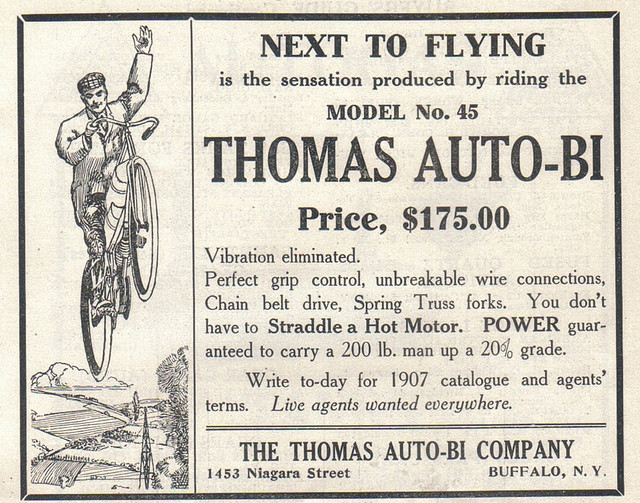
Реклама Thomas Auto-Bi

Незабаром Buffalo Automobile and Auto-Bi Company почало виробництво одноциліндрових двомісних автомобілів, які стали реалізовуватися під маркою Buffalo, в 1902 році. Під цією маркою пропонувалося дві моделі: 6-сильний Senior і 3.5-сильний Junior, вони мали 3-ступінчасту «ковзаючу» коробку передач. Реалізувавши за рік близько 100 таких автомобілів, Томас вирішує добудувати свій завод.

## Початок виробництва автомобілів

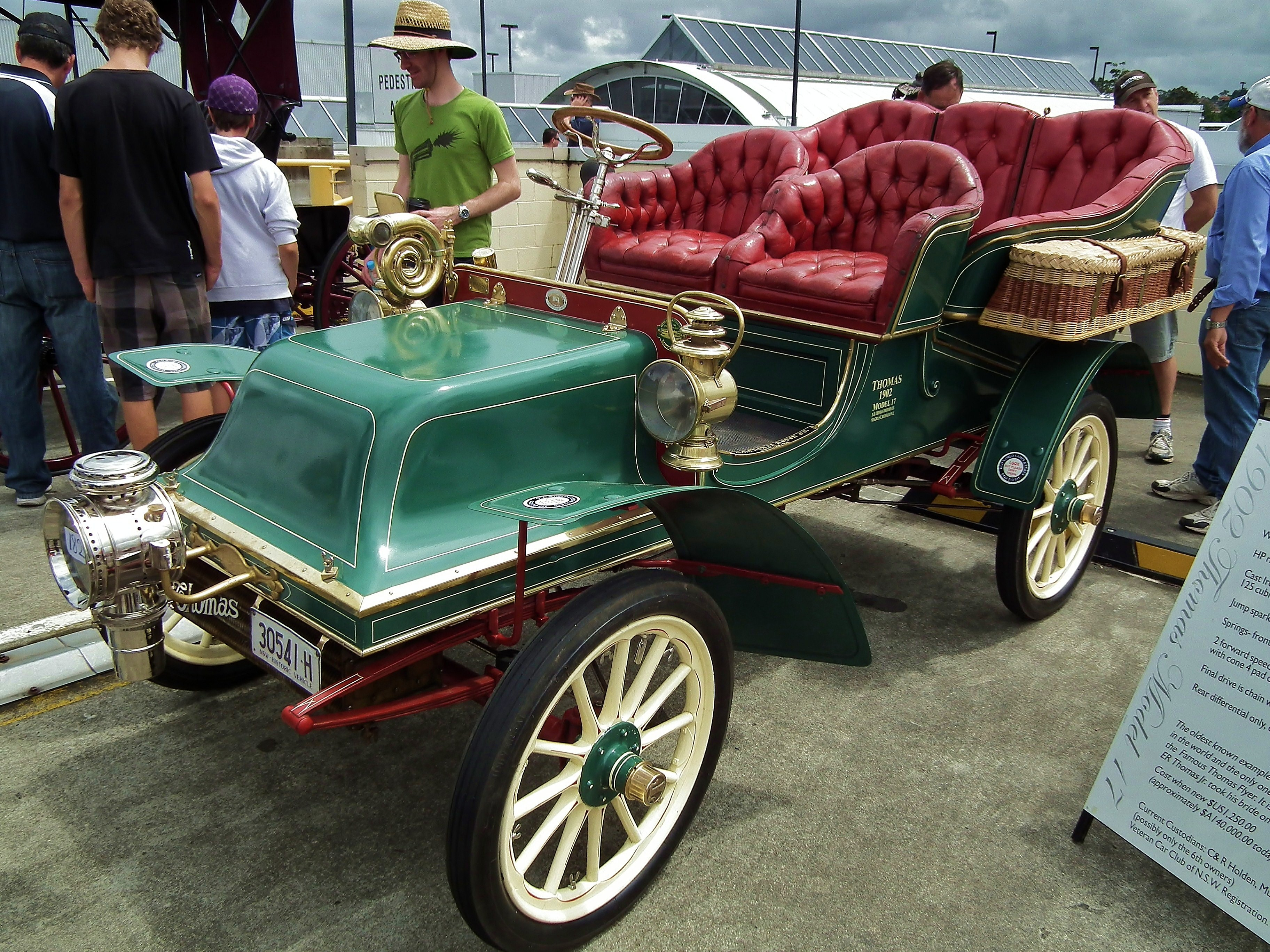
Thomas Model 17 Tonneau

Наприкінці 1902 року Томас вирішив об'єднати свої фірми, домінантною стала The E. R. Thomas Motor Company, тепер машини стали нести назву Thomas. Під капотом у цих машин по колишньому був одноциліндровий мотор, який за допомогою тепер двоступеневої планетарної коробки передач і ланцюгової передачі приводив у дію задні колеса. Моделей по колишньому було дві — Thomas Model 17 і Thomas Model 18, обидві оснащувалися 2-літровим 8-сильним мотором і відрізнялися тільки типом кузовів.

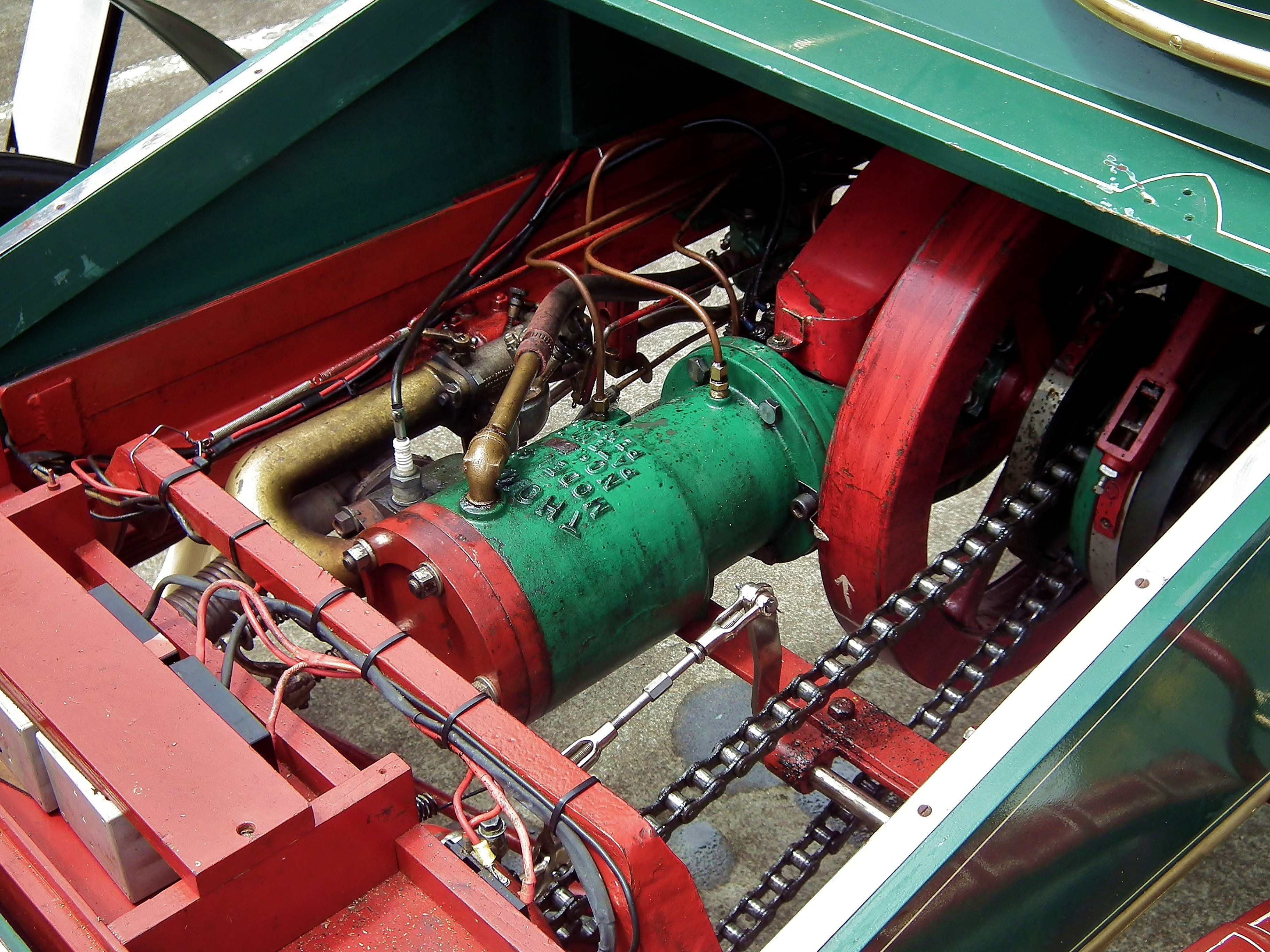
Двигун Thomas Model 17

У 1903 році фірма запустила у виробництво 3-колісний мотоцикл Auto-Tri та 3-місний мотоцикл Auto-Two Tri, тоді ж з'явилися більш потужні автомобілі з 3-циліндровим 20-сильним агрегатом — Model 24, її трансмісія мала подвійний ланцюг в приводі коліс.

## Автомобілі Thomas Flyer
Однак в 1904 році фірма радикально змінює свою виробничу політику, недорогі і не дуже потужні машини йдуть зі сцени, а змінюють їх потужні 4-циліндрові автомобілі, потужністю в 40 (Model 25) і 50 к.с. (Model 26), які були здатні розвинути трохи менше 100 км/год, за здатність розвивати таку швидкість було вирішено відтепер продавати машини під маркою Thomas Flyer. Крім цього фірма Томаса вирішила побудувати гоночні автомобілі для участі в гонках на «Кубок Вандербільта», модель отримала назву Model 27 60НР, під її капотом переховувався 12.6 л 4-циліндровий мотор, потужністю 60 к.с., ця машина взяла участь у відбірковому заїзді в 1905 році, але, посівши лише 5 місце, не потрапила до фінального заїзду.

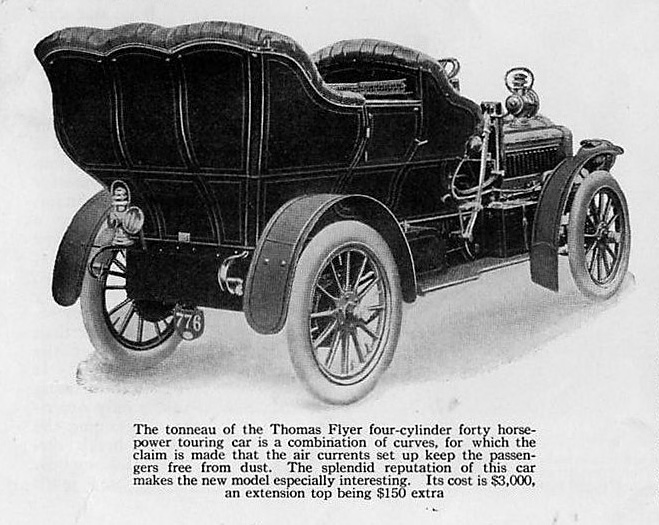
Thomas Flyer Model 25 50HP Touring

У той час цивільні версії оснащувалися всього-лише 9.4 л 4-циліндровим мотором, які тепер вважалися найбільшими з тих, що випускалися в США. Коробка передач тепер була не 2-ступінчастою, а 4-, але ланцюгова передача збереглася. Але, не дивлячись на те, що фірма випускала і звичайні фаетони або навіть лімузини, головний упор містер Томас робив на гонки і гоночні автомобілі. На думку Томаса, його машини повинні були перевершувати за якістю європейські, тому кожен вироблений автомобіль тестувався на дорогах загального користування, щоб виявити дефект до того, як машина потрапить замовнику, а їх в 1904 році було всього близько 400 осіб.
У 1905 році з компанії виділилася як дочірнє підприємство The Thomas Auto-Bi Company, яке сконцентрувалося на виробництві мотоциклетної продукції. Крім цього одне дочірнє підприємство відкривається і в Детройті — E. R. Thomas-Detroit Co. Біля витоків цієї фірми стояв колишній інженер фірми Oldsmobile — Хауорд Ерл Коффін, і Рой Дайкмен Чепін, який був тест-драйвером у фірмі Олдса, а також співвласником фірми Automobile Equipment Company, яку довелося продати, щоб організувати нову справу. Але, на відміну від підприємства в Баффало, детройтське відділення стало випускати тільки найслабшу більш дешеву модель. За договором між трьома підприємцями за збут відповідала головна контора, тобто Ервін Томас і його люди, однак і ці машини були дорогими, що позначалося на збуті продукції, але і купували такі машини зовсім не прості люди, серед власників Thomas Flyer значилася сім'я Рузвельтів.

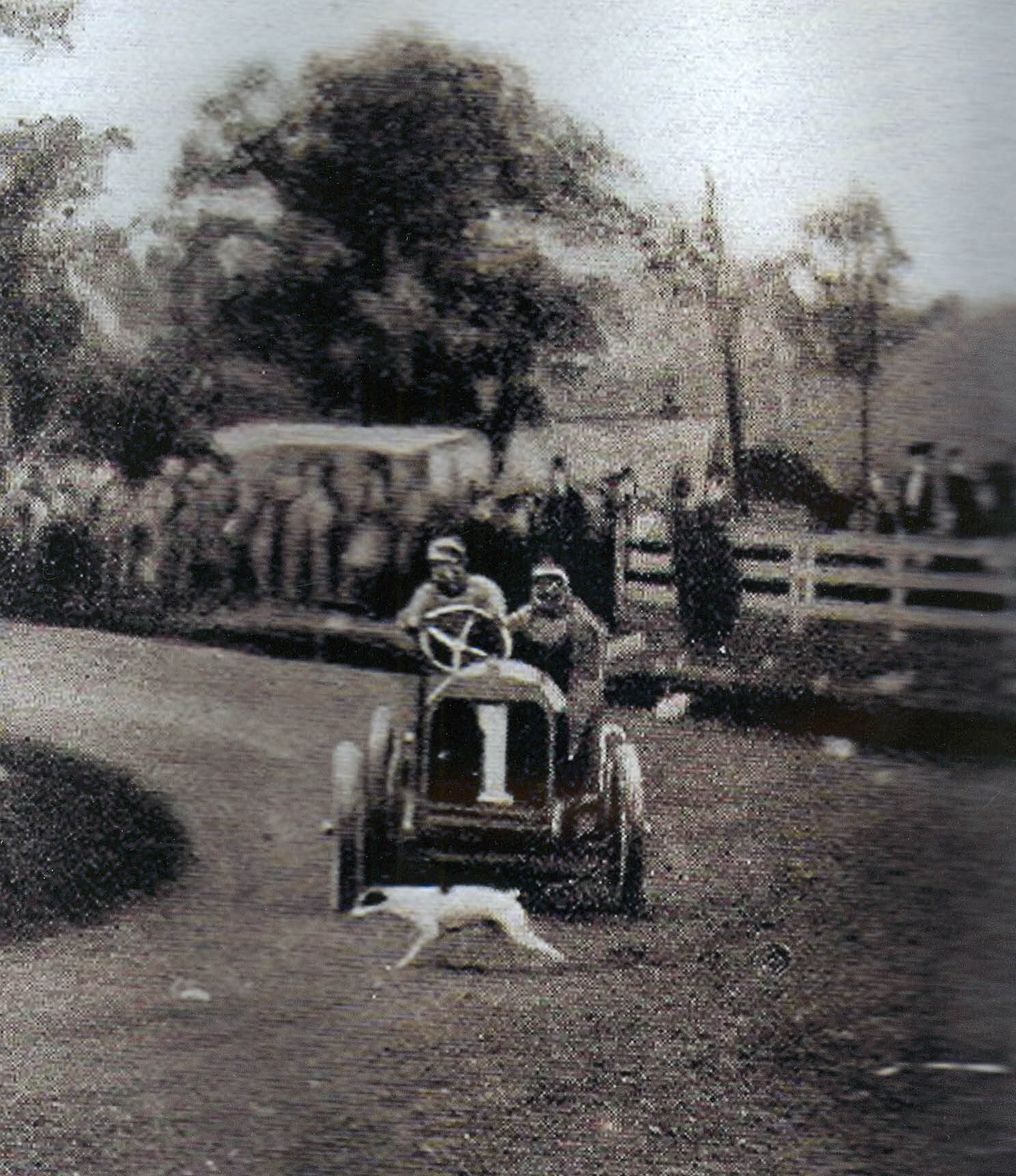
Thomas Flyer 115HP Racer під управлінням Ле Блона

У 1906 році дизайн машин дещо змінився, спереду вони стали походити на французькі De Dion, а під капотом з'являються 6-циліндрові мотори, компанія зробила стрімкий ривок від моноциліндрового автомобіля до багатоциліндрового всього за кілька років. Перший 6-циліндровий автомобіль фірми був створений для участі в «Кубку Ванедребілта», було побудовано три 115-сильних автомобіля, який довірили французами Гюставові Кайуа і Уберу Ле Блону, а також американцеві Монтегю Робертсу. Кайуа розраховував на перемогу, але у його машини відмовило динамо, тому він зміг добратись до фінішу тільки сьомим, Робертс прийшов до фінішу на безпроблемній машині взагалі лише дев'ятим, зате Ле Блон зміг проявити себе і фінішував другим, потрапивши в національну команду. У розраду Кайуа отримує контракт від Томаса на продаж автомобілів марки Thomas Flyer у Франції.
Окрім участі в «Кубку Вандербилта» машини цієї марки брали участь і в інших змаганнях, правда це були вже серійні машини. Вони добре себе проявили на заїздах в Глайдені, у змаганнях на витривалість по маршрутах Чикаго — Елгін — Аврора і Сан-Франциско — Дель Монте, поставили рекорд подолання відстані з Баффало до Рочестера, встановлювали рекордний час з подолання восьми, сорока і вісімдесяти кілометрів.
У 1907 році фірма, яка в основному випускала великі і дорогі автомобілі, вирішує відкрити школу, в якій навчалися б механіці і водінню водії покупців, оскільки солідна людина сама не сидітиме за кермом механізму. Сам Ервін Росс Томас, який був одним з піонерів американського автомобілізму, не вмів їздити на машині. У цьому ж році співвласником детройтського відділення стає бізнесмен на прізвище Х'ю Челмерз. Виробнича програма в 1907 році складалася з 4-циліндрових моделей, які при об'ємі мотора в 9.4 л могли мати потужність 40, 50 або 60 к.с. у Model 35.

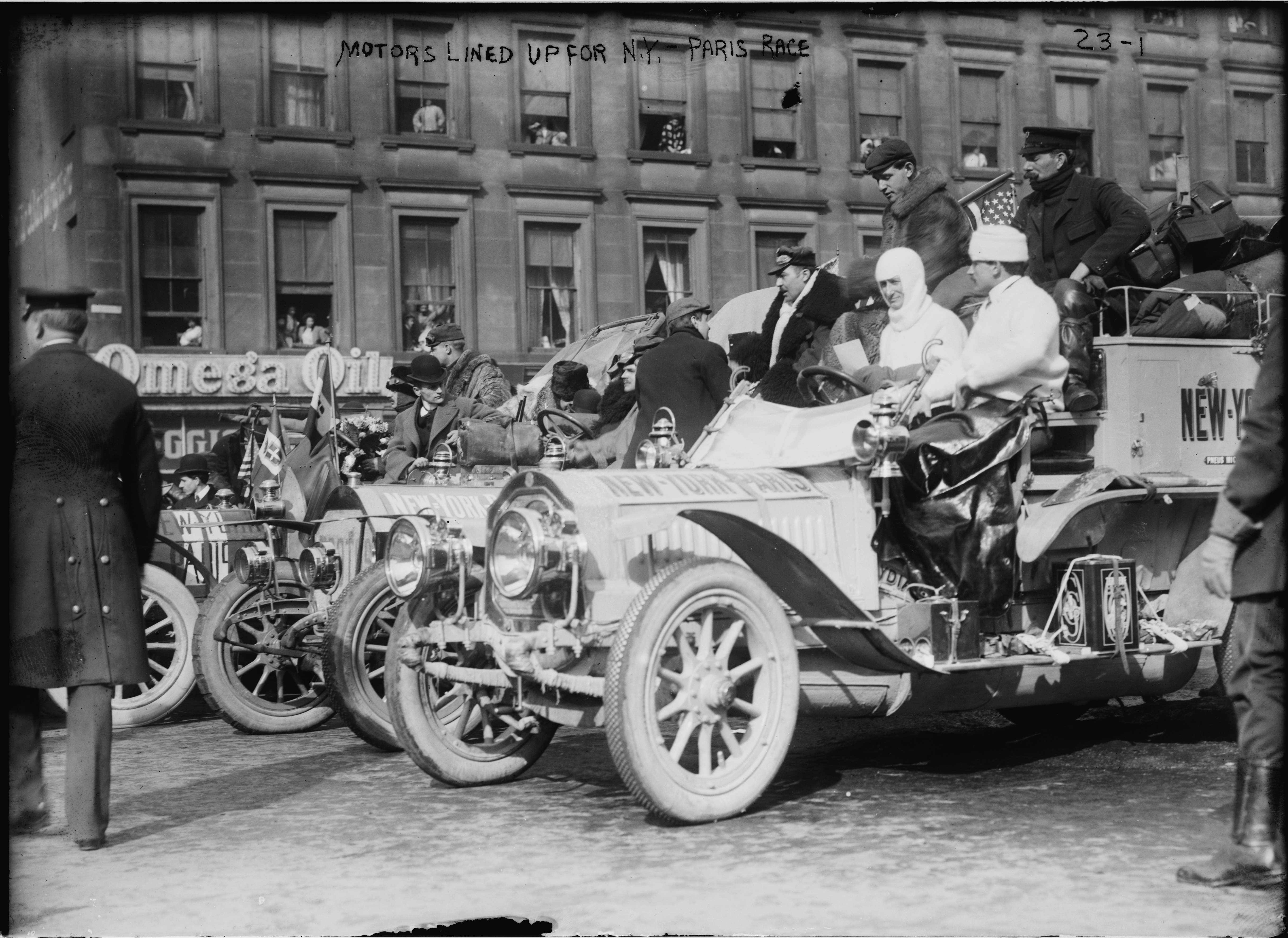
Старт «Великих гонок» 12.02.1908

Саме остання і прославила марку. 12 лютого 1908 року в Нью-Йорку на Тайм Сквері зібралося 250 тисяч чоловік, але прийшли вони відзначати не 99-річчя Авраама Лінкольна, а зовсім іншу, не менш епохальну подію. Саме в той день був даний старт змаганню, яке увійшло в історію під назвою «Великі перегони». Газети «Нью-Йорк Таймс» і французька «Ле Матен» організували трансконтинентальне змагання, роком раніше відбулися гонки за маршрутом Пекін-Париж, тепер же планувалося дістатися з Нью-Йорка в Париж, при цьому відвідавши територію США, Канади, Азії, Росії і Європи, разом 35000 км з морськими перетинами, з них 20 000 км по суші, основна маса по тих місцях, де доріг не існувало.

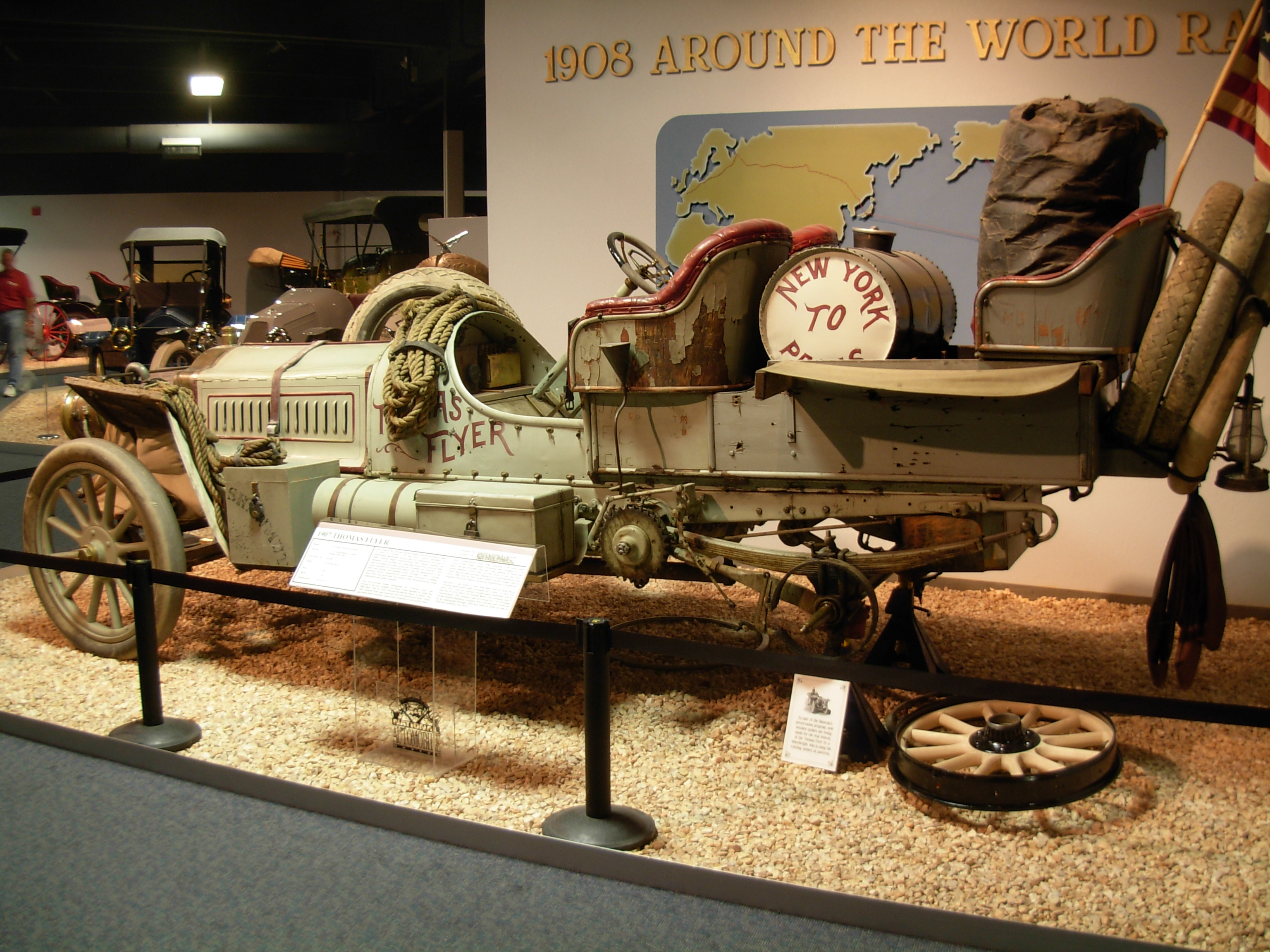
Thomas Flyer Model 35 Tourabout

Спочатку, коли Томас прочитав статтю з ідеєю про проведення такого заходу, він висловився скептично про нього. На його думку, жоден з учасників не добрався б і до Чикаго, не те що до Парижа. Однак за три дні до гонок, побачивши, що немає жодного американського виробника з 5 заявлених на старт, він шле телеграму своєму директору заводу Джорді Уайтсайду, щоб той вибрав один з чотирьох наявних на складі автомобілів. Уайтсайд вибрав 5-місний Model 35 Tourabout, на який механіки фірми встигли тільки встановити захисні кожухи, запобіжні щитки, натягнути над салоном верх, збільшений паливний бак, запасні колеса і дошки для перетину хиткої поверхні.
Перегнати машину з Баффало було доручено заводському випробувачу Джорджу Шустеру, який повинен був передати машину Монтегю Робертсу в Нью-Йорку. Робертс і повинен був відстоювати честь американського прапора. Сам же Шустер повинен був виконувати в цьому марафоні роль механіка, проте, коли команда була у Вайомінгу, то прийшла телеграма, що у Робертса були контракти на гоночні заїзди, які він не міг порушувати, тому продовжити гонку повинен був Шустер, при цьому бос підвищував його щотижневу платню вдвічі. Довелося 35-річному випробувачу на пару з другим механіком Геролдом Брінкером удвох долати всі труднощі важкої подорожі. Крім Thomas Flyer на старті були:
- французький Moto-Bloc 24/30CV, екіпаж якого становили Шарль Годар, Артур Ейль і Моріс Лів'є, ця машина зламалася в Айові;
- німецький Protos 40PS з Ернстом Маасом, Гансом Кнапе і його тезкою за прізвищем фон Кеппен на борту, всі члени екіпажу були військовими, фон Кеппен не вмів водити машину, зате був офіцером прусського корпусу;
- De Dion-Bouton 30CV з графом Бурсьє де Сен Шаффре, Альфонсом Отраном і Хансом Херндіром Хансоном у складі екіпажу, ця машина зійшла з дистанції, коли була пошкоджена у вузьких японських вуличках. Саме граф де Сен Шаффре послужив прототипом для Леслі Пишного, оскільки під час старту він був одягнений у все біле, а також брав участь в гонках на човнах, але була в нього і риса від Доктора Фейта, оскільки він скупив весь бензин у Владивостоці, щоб він не дістався ворогам. Але його автомобіль зламався в Японії, і його зламаним продали в Китаї якомусь ділку.
- Sizaire-Naudin 15CV з 1-циліндровим моторчиком, що зламалася через 71 км, Огюст Пон, Моріс Берле і Люсьєн Дешамп перекваліфікувалися в глядачів.
- Züst 28/40CV — італійська машина з італійським екіпажем, очолював його 21-річний Антоніо Скарфольйо — син неаполітанського письменника і журналіста, батько був проти участі свого сина у цьому заході, тоді Антоніо запропонував батькові другий варіант — він вирушить поодинці на моторному човні через океан до берегів США, так що в підсумку, до радості італійських іммігрантів в США, вони змогли побачити екіпаж зі своєї батьківщини. Крім відчайдушного Антоніо участь з боку Італії прийняли Джуліо Сірторі і Анрі Гаага, який всього на рік був старший капітана команди.

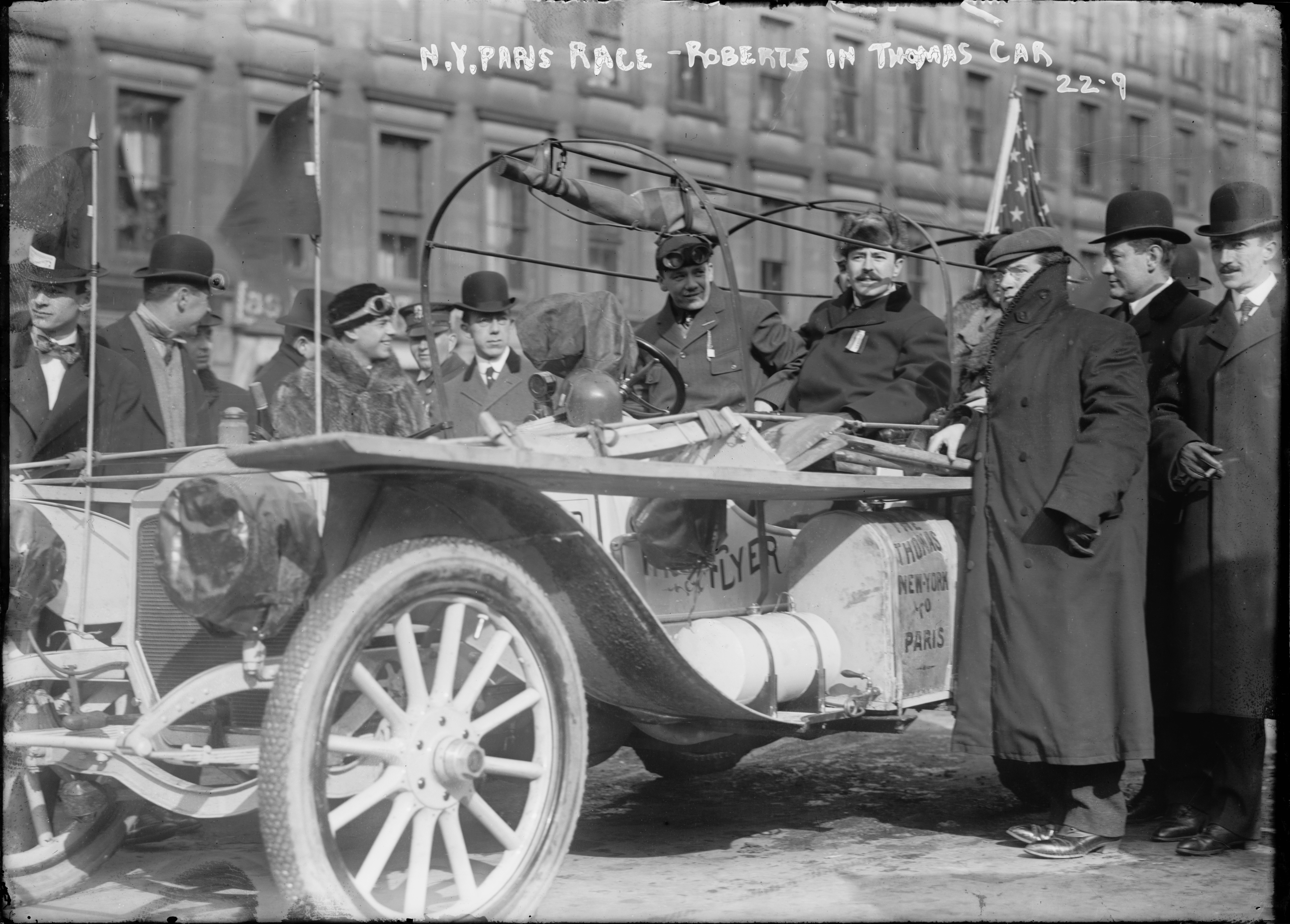
Thomas Flyer Model 35 Tourabout

Екіпаж німців, що прийшов першим, був оштрафований, в підсумку переможцем визнали екіпаж американської машини, що прийшов в Париж через 169 днів після старту. Але продажі до наступного року зросли всього на 25% (до 1000 одиниць), але Томас очікував, що попит незабаром виросте до 7500 одиниць щорічно, і вкладає великі гроші в реконструкцію заводу, збільшивши його площу більш, ніж вдвічі.
Тим часом, незадовго до перемоги в такому епохальному марафоні, Челмерз викуповує активи детройтського відділення фірми у Ервіна Томаса, оскільки той вирішує сконцентруватися лише на виробництві дорогих автомобілів, з цього моменту E. R. Thomas-Detroit Co перейменовують в Chalmers-Detroit Со, яка починає виробляти власні моделі, що вже нічого спільного не мають з фірмою з Баффало. Через два роки Chalmers-Detroit стане просто Chalmers, і в підсумку ця фірма буде стояти біля витоків корпорації Уолтера Крайслера.

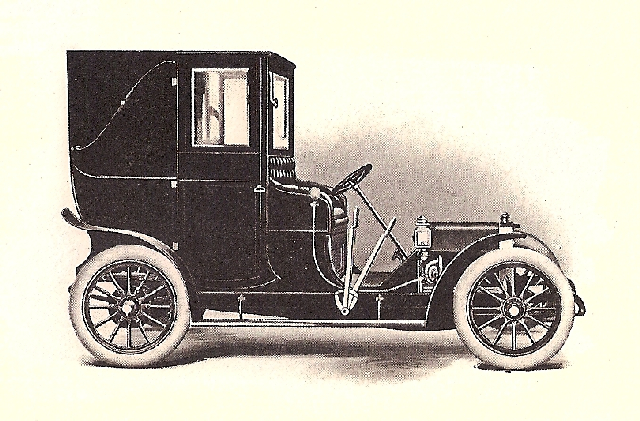
Thomas Flyer Model G

Тепер E. R. Thomas Motor Co, будучи виробником найвідомішого автомобіля, випускає цілу низку нових моделей. Відкривав модельний ряд Model G, під капотом цієї машини був невеликий 2.5 л 18-сильний мотор, коробка передач була 3-ступінчастою, використовувалася ця машина виключно як таксомотор, і становила вона половину всіх продажів фірми.

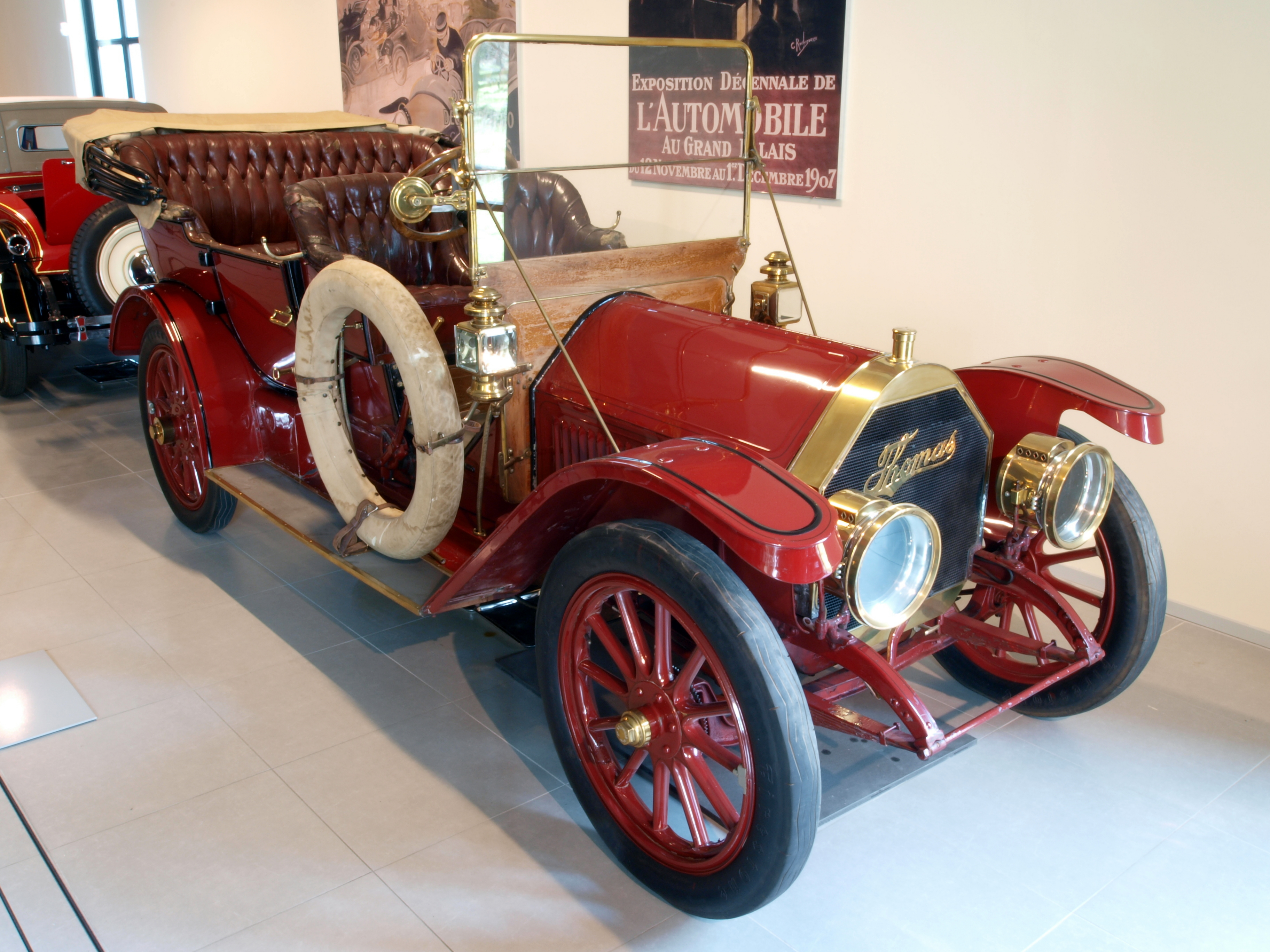
Thomas Flyer Model M 6-40 Flyabout

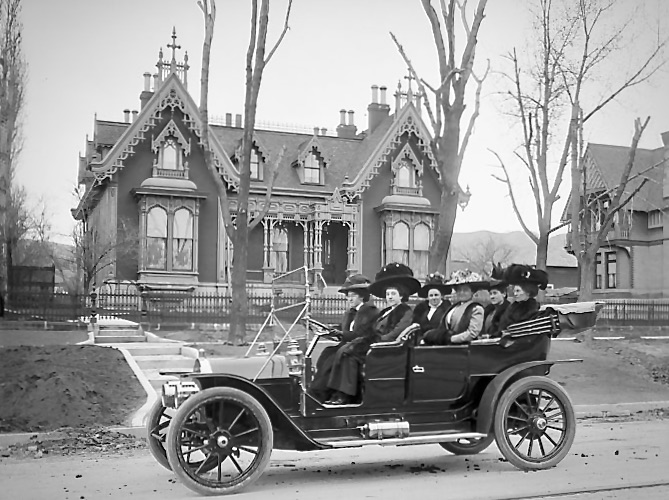
Thomas Flyer Model L 6-40 Flyabout

Model 35 трансформувався в Model F 4-60, об'єм двигуна і потужність залишилися колишніми, але от база шасі збільшилася в габаритах на 23 см, досягнувши 3.23 м. У 1909 році з'явилися 6-циліндрові серійні автомобілі, це були автомобілі Model K 6-70, об'єм двигуна був гігантський — 12.8 л, при цьому вихідна потужність дорівнювала всього 72 к.с.. Це був найбільший Thomas Flyer за всю історію фірми, а також найдорожчий, варіант з кузовом лімузин коштував близько 7500 доларів, тобто це були машини не для всіх. Враховуючи, що панів, які можуть віддати такі гроші за машину, було не так вже й багато, незабаром з'являється більш дрібна і дешева модель з шістьма циліндрами — Model L 6-40. Під капотом у цієї машини був 7.7 л мотор, потужністю 43 к.с., її база була на 8 см меншою, ніж у топової моделі, один з варіантів кузова називався Flyabout. Flyabout мав виготовлений з алюмінію кузов, в тому числі підніжки, крила, а також капот, що полегшувало вагу машини вдвічі, в порівнянні зі звичайним турінгом, і робило її більш швидкохідною.

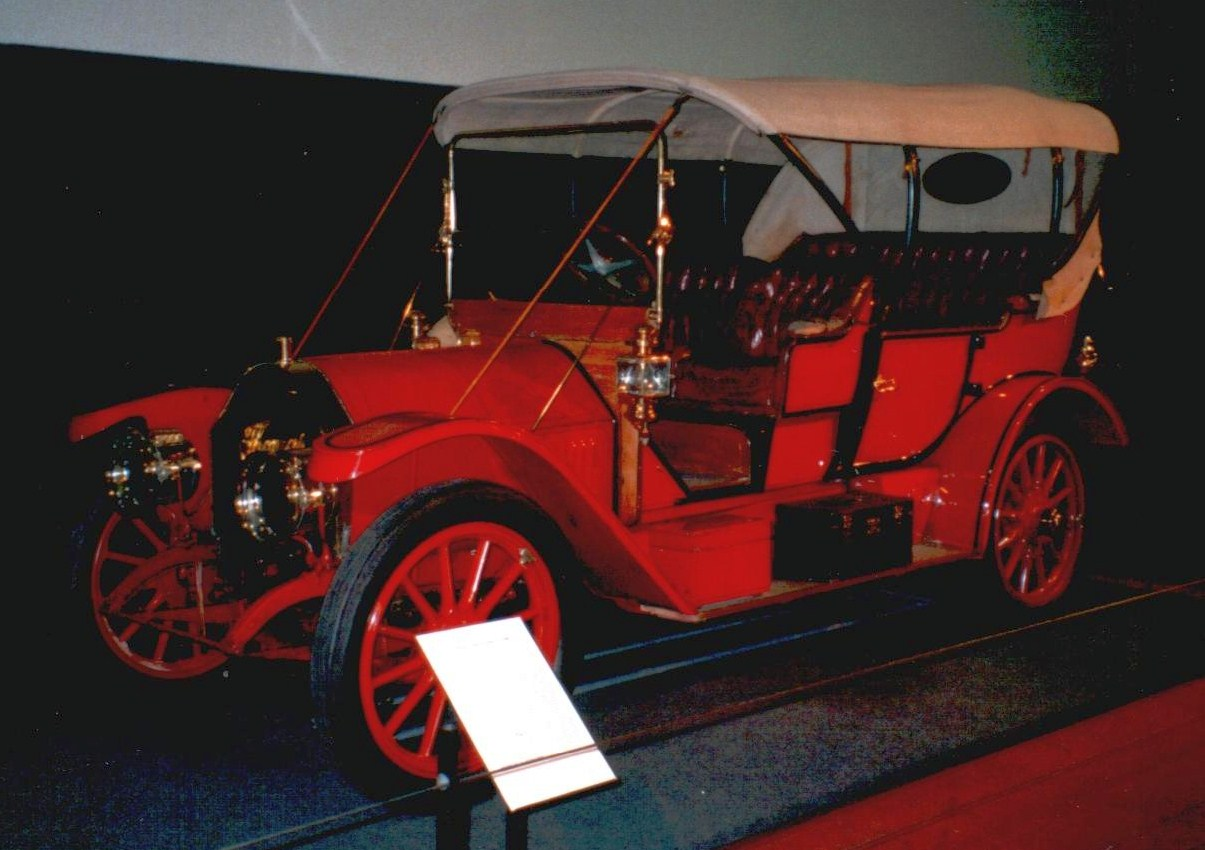
Thomas Flyer Model K 6-70 Flyabout

У 1910 році фірма вирішує нарешті перейти на карданний привід замість застарілого ланцюгового, яким користувався вже рідкісний виробник. Кардани вирішили встановити на найдоступніші версії: Model R 4-28 з 5.1 л і Model М 6-40, яка змінила Model L і тепер мала укорочену на 30 см колісну базу при тому ж моторі. Однак нововведення вийшли боком фірмі, система виявилася ненадійною, і незабаром слава найнадійнішої марки в світі змінилася поганою славою, це можна було б пробачити Ford T, який коштував менше всіх на ринку, але не машинам, чия ціна була порівнянна з ціною гарного будинку. Моделі з ланцюговим приводом виправити стан справ були не в змозі, оскільки ціна їх була в півтора рази більше і попитом вони користувалися досить обмеженим. Незадоволеним тим, що якість продукції падає і керівництво нічого не робить для того, щоб її підняти, фірму залишає Джордж Шустер. Однією з причиною погіршення якості був той факт, що зарплату працівникам довелося урізати, а урізання зарплати було пов'язано з надмірною розтратою на участь в гонках, фірма витратила 100 000 доларів на цей захід, плюс витрати на розширення заводу, які теж треба було відбити.

## Thomas Flyer у власності Юджина Меєра та Empire Smelting & Refining Company
Модернізації автомобілів, що випускалися, не могли відновити репутацію, що похитнулася, Ервін Росс Томас вирішує передати своє дітище банкіру по імені Юджин Меєр в 1911 році. Той реорганізовує компанію, перейменувавши її попутно в The E. R. Thomas Motor Car Co. Меєр закликав на допомогу своїх старих друзів з фірми Packard, до 1912 року модельний ряд складали нові моделі — Model 6-40 з 7.7 л мотором і карданним приводом з новими шасі, які збільшилися в габаритах на 22 см, і Model 6-70, яка була колишньою Model K, асортимент кузовів розширився до восьми типів для більш слабкої машини і до семи для потужної. Однак вжиті заходи не допомогли врятувати фірму, ще зовсім недавно здавалося, що у фірми світле майбутнє, а тепер у серпні 1912 року фірма оголосила про свою неспроможність. У лютому 1913 року одну з найвідоміших тоді автомобільних фірм викупила компанія Empire Smelting & Refining Company, головою якої був Фіннеган. Тоді ж інше дітище містера Томаса — The Thomas Auto-Bi Company припиняє виробництво мотоциклів і трициклів.

## Припинення виробництва автомобілів. Закриття компанії
Але нафтовидобувній компанії Фіннегана, який був пристрасним фанатом цієї марки, в першу чергу потрібні були приміщення заводу, але вони вирішують не здавати на брухт запчастини та комплектуючі до автомобілів, якими виявилися забиті склади. До того ж до 1913 модельного року попередниками була підготовлена нова машина — Model 6-46 з 8.1 л 6-циліндровим мотором, потужністю 46 к.с. і багатодисковим зчепленням в коробці передач, запаси машинокомлектів скінчилися до 1919 року, який і вважається останнім в історії марки.
Ервін Росс Томас не пішов по світу, а після того, як залишив бізнес з автомобільного виробництва, сконцентрувався на більш прибуткових підприємствах, які належали йому: E. R. Thomas Realty Co, Taxi-Motor Cab Co, Federal Taxicab Co, Central National Bank of Buffalo і Iron Elevator & Transfer Co. Автомобілі були всього малою часткою, яка його цікавила, проте, не дивлячись на коротке життя марки, вона увійшла в історію завдяки пробігу, якому не було рівносильних по шаленості.

## Список автомобілів Thomas
- 1902 — Thomas Model 17
  - Thomas Model 18
- 1903 — Thomas Model 24

## Список автомобілів Thomas Flyer
- 1904 — Thomas Flyer Model 25
  - Thomas Flyer Model 26
  - Thomas Flyer Model 27
- 1907 — Thomas Flyer Model 35
- 1908 — Thomas Flyer Model G
  - Thomas Flyer Model F 4-60
- 1909 — Thomas Flyer Model K 6-70
  - Thomas Flyer Model L 6-40
- 1910 — Thomas Flyer Model R 4-28
  - Thomas Flyer Model M 6-40
- 1912 — Thomas Flyer Model 6-40
  - Thomas Flyer Model 6-70
- 1913 — Thomas Flyer Model 6-46